# Stanisław Kuskowski
Stanisław Kuskowski (ur. 1941 w Nowym Sączu, zm. 1995) – polski malarz abstrakcyjny.

## Biografia
Stanisław Kuskowski urodził się w kwietniu 1941 w Nowym Sączu. W latach 1961–1967 studiował na Wydziale Malarstwa Akademii Sztuk Pięknych w Krakowie. Dyplom obronił w pracowni Hanny Rudzkiej-Cybisowej w 1967 roku. Po ukończeniu studiów zamieszkał w Nowym Targu, gdzie podjął pracą nauczyciela rysunku, najpierw w tamtejszym Technikum Skórzanym przy NZPS "Podhale" (1970-1973) a następnie w Liceum Ogólnokształcącym w Nowym Targu (1973–1974). W latach 1977–1981 sprawował opiekę nad artystami amatorami z Nowego Targu. Zmarł nagle, w swojej pracowni.
Malarstwo Stanisława Kuskowskiego wpisuje się w nurt sztuki abstrakcyjnej. Artysta posługiwał się symboliką skontrastowanych ze sobą światła i ciemności oraz zawężoną gamą kolorystyczną. W jego pracach widać znaczną przewagę czerni i ciemnych, brudnych barw, dlatego Kuskowski bywa nazywany "czarnym malarzem". W jego abstrakcyjnych kompozycjach kryją się liczne aluzje i metafory.

## Nagrody i wyróżnienia
Źródło: strona Galerii Bielskiej BWA
- 1974 – brązowy medal w Ogólnopolskim Konkursie Malarstwa "Bielska Jesień" w Bielsku-Białej
- 1974 – stypendium z Funduszu Rozwoju Twórczości Plastycznej Ministerstwa Kultury i Sztuki
- 1976 – Nagroda Towarzystwa Przyjaciół Szczecina na Festiwalu Malarstwa Współczesnego w Szczecinie
- 1977 – II nagroda w IV Ogólnopolskim Konkursie Malarstwa im. J. Spychalskiego w Poznaniu
- 1977 – "Srebrna Paleta", złoty medal oraz nagroda Ministerstwa Kultury i Sztuki na XV Ogólnopolskim Konkursie Malarstwa "Bielska Jesień" w Bielsku-Białej
- 1978  – III nagroda w Ogólnopolskim Konkursie Malarstwa im. J. Spychalskiego w Poznaniu
- 1978 – srebrny medal oraz nagroda Ministerstwa Kultury i Sztuki w XVI Ogólnopolskim Konkursie Malarstwa "Bielska Jesień" w Bielsku-Białej
- 1978 – nagroda honorowa na IX Festiwalu Malarstwa Współczesnego w Szczecinie
- 1978 – II nagroda na Ogólnopolskiej Wystawie "400 dzieł na 400-lecie Zakopanego”
- 1979 – II nagroda na 33. Ogólnopolskim Salonie Zimowym w Radomiu
- 1980 – nagroda Prezydenta Miasta Szczecina na X Festiwalu Malarstwa Współczesnego w Szczecinie
- 1980 – III nagroda na 34. Ogólnopolskim Salonie Zimowym w Radomiu
- 1980 – III nagroda w Ogólnopolskim Konkursie o "Złotą Lampkę Górniczą" w Wałbrzychu
- 1980 – Stypendium z Funduszu Rozwoju Twórczości Plastycznej Ministerstwa Kultury i Sztuki
- 1981 – nagroda Gazety Południowej – "Za mądrość i dobrą robotę"
- 1983 – nagroda I stopnia w dziedzinie plastyki za twórczość artystyczną i działalność kulturalną w województwie nowosądeckim.

## Wystawy indywidualne
Źródło: strona Muzeum Karwacjanów i Gładyszów w Gorlicach
- 1967 Galeria „Pegaz” – Zakopane
- 1970 Biuro Wystaw Artystycznych – Zakopane
- 1971 Biuro Wystaw Artystycznych – Kraków
- 1972 Muzeum Okręgowe – Nowy Targ
- 1973 Galeria Miejska – Nowy Targ
- 1975 Muzeum Okręgowe – Nowy Sącz
- 1975 Galeria KMPiK – Nowy Sącz
- 1977 Biuro Wystaw Artystycznych – Zakopane
- 1977 Muzeum Okręgowe – Nowy Sącz
- 1977 Biuro Wystaw Artystycznych – Opole
- 1979 Biuro Wystaw Artystycznych – Kraków
- 1980 Biuro Wystaw Artystycznych – Koszalin
- 1981 Biuro Wystaw Artystycznych – Rzeszów
- 1981 Biuro Wystaw Artystycznych – Częstochowa
- 1981 Biuro Wystaw Artystycznych Zamek Książąt Pomorskich – Szczecin
- 1981 Biuro Wystaw Artystycznych Galeria „Bielska” – Bielsko Biała
- 1981 Biuro Wystaw Artystycznych – Dębica
- 1981 Biuro Wystaw Artystycznych – Nowy Sącz
- 1981 Biuro Wystaw Artystycznych Galeria „Piwnica” – Kielce
- 1984 Galeria „France” – Bordeaux (Francja)
- 1985 Biuro Wystaw Artystycznych Galeria „Arsenał” – Poznań
- 1985 Biuro Wystaw Artystycznych – Zakopane
- 1985 Biuro Wystaw Artystycznych Wiejska Galeria Sztuki – Jazowsko
- 1986 Biuro Wystaw Artystycznych Galeria „Arsenał” – Białystok
- 1986 Galeria Władysława Hasiora – Zakopane
- 1987 Ratusz Miejski – Nowy Targ
- 1988 Biuro Wystaw Artystycznych – Słupsk
- 1990 Galeria Sztuki Współczesnej „Rama” – Zabrze
- 1990 Galeria „Drei Art” – Stuttgart (Niemcy)
- 1990 Galeria „Gil” – Kraków
- 1991 Galeria Sztuki Współczesnej – Tychy
- 1991 Galeria „Rękawka” – Kraków
- 1991 Mała Galeria – Nowy Sącz

## Wystawy retrospektywne
Źródło: strona Muzeum Karwacjanów i Gładyszów w Gorlicach
- 1996 Galeria „Artemis” – Kraków
- 1996 Biuro Wystaw Artystycznych – Nowy Sącz
- 1996 Biuro Wystaw Artystycznych Galeria „Jatki” – Nowy Targ
- 1996 Mała Galeria – Nowy Sącz
- 1997 Miejska Galeria Sztuki – Częstochowa
- 1997 Państwowa Galeria Sztuki – Płock
- 1997 Mała Galeria (rysunki) – Nowy Sącz
- 1997 Biuro Wystaw Artystycznych – Zakopane
- 1997 Galeria Sztuki – Włocławek
- 1997 Centrum Sztuki Galeria „El” – Elbląg
- 1997 Biuro Wystaw Artystycznych Galeria „Bałtycka” – Ustka
- 1997 Galeria „Za Bramą” – Poznań
- 1997 Galeria „Klub XIII Muz” – Szczecin
- 1997 Biuro Wystaw Artystycznych – Gorzów Wielkopolski
- 1997 Muzealny Zespół Zamkowy – Niedzica
- 1997 Biuro Wystaw Artystycznych – Zielona Góra
- 1997 Galeria Sztuki Współczesnej – Kalisz
- 1997 Biuro Wystaw Artystycznych – Kielce
- 1997 Galeria Sztuki Współczesnej – Zamość
- 1998 Galeria „261” Akademia Sztuk Pięknych
- 1998 Biuro Wystaw Artystycznych Galeria „Jatki” – Nowy Targ
- 1998 Miejska Galeria Sztuki Galeria „Willa” – Łódź
- 1998 Biuro Wystaw Artystycznych – Gorlice
- 1999 Bank Współpracy Regionalnej – Nowy Sącz
- 1999 Mała Galeria – Nowy Sącz
- 2003 Galeria „Krótko i węzłowato” Politechnika – Łódź
- 2005 Galeria MBWA „Jatki” – Nowy Targ
- 2005 Galeria MBWA „U Jaksy” – Miechów
- 2005 Salon Wystawienniczy MBWA – Nowy Sącz
- 2005 Miejski Ośrodek Kultury – Nowy Targ
- 2005 Miejska Galeria Sztuki – Zakopane
- 2014 Galeria Sztuki ATTIS – Kraków